# Hajós Judit
Hajós Judit magyar modell, fotómodell, manöken reklámarc, a Skála Coop áruházak ismert reklámhölgye.

## Élete
Hajós Judit a 70-es években  már az Ez a Divat címlapján szerepelt, naptárakban, reklámkiadványokban, valamint a magazinok címlapjain jelentek meg fotói, de reklámfilmek szereplője is volt.
Közgazdasági szakközépiskolában érettségizett külkereskedelmi ügyintéző szakon. A német és angol nyelvet is tanulta.
Az Állami Artistaképző Intézet manöken és fotómodell osztályába jelentkezett, ahol jeles eredménnyel végzett. A Marxizmus-
Leninizmus Esti Egyetem általános szakát is elvégezte.
Skála-lányként említették, mivel a Skála-Coop áruházak ismert reklámhölgye volt. Divatbemutatókon is rendszeresen részt vett.
1988-ban feltűnt a Zenebutik egyik adásában - rendező: Soós Árpád (rendező) - Leiner Mártával és Sütő Enikővel, mikor a Modell Trió tagja lett egy rövid időre. Az Itt van a helyünk című dalhoz készült klipben Hajós Judit is szerepelt.
Modellévei után az ingatlanfejlesztésben dolgozott, és üzletasszonyként hosszan élt Bécsben is, majd a 90-es évek közepén visszaköltözött Magyarországra. 
Fotósai voltak: például Faragó György, Lengyel Miklós.